# Pablo Picasso

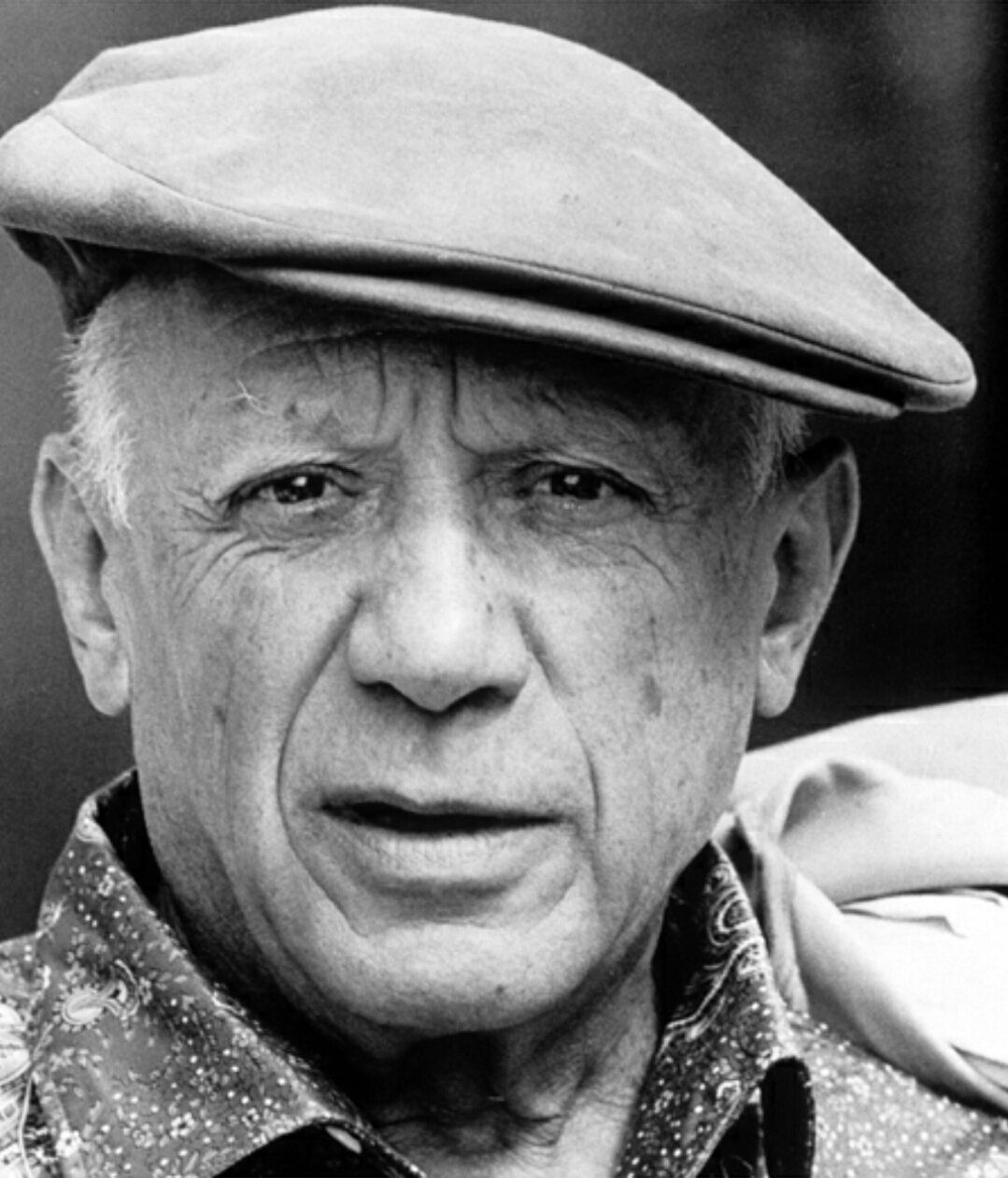
Pablo Picasso (1962)

Pablo Diego José Francisco de Paula Juan Nepomuceno María de los Remedios Cipriano de la Santísima Trinidad Ruiz y Picasso (sinh ngày 25 tháng 10 năm 1881, mất ngày 8 tháng 4 năm 1973), thường được biết tới với tên Pablo Picasso hay Picasso là một họa sĩ và nhà điêu khắc người Tây Ban Nha. Picasso được coi là một trong những họa sĩ nổi bật nhất của thế kỷ 20, ông cùng với Georges Braque là hai người sáng lập trường phái lập thể trong hội họa và điêu khắc. Ông là một trong 10 họa sĩ vĩ đại nhất trong top 200 nghệ sĩ tạo hình lớn nhất thế giới thế kỷ 20. Ông cũng được tạp chí Time bình chọn là một trong 100 người có tầm ảnh hưởng nhất của thế kỷ 20.

## Tiểu sử
Pablo Picasso sinh năm 1881 tại Málaga, miền nam Tây Ban Nha. Picasso là con đầu lòng của một họa sĩ đến từ tầng lớp trung lưu José Ruiz y Blasco (1838-1913) và vợ là María Picasso y López. Ông được đặt tên thánh là Pablo, Diego, José, Francisco de Paula, Juan Nepomuceno, Maria de los Remedios và Cipriano de la Santísima Trinidad. Họ của ông, Ruiz y Picasso bao gồm cả họ của bố mẹ ông theo truyền thống của người Tây Ban Nha. Họ Picasso của mẹ ông đến từ Tây Bắc nước Ý.
Ngay từ khi còn nhỏ, Picasso đã bộc lộ sự say mê và năng khiếu trong lĩnh vực hội họa, theo mẹ ông kể lại thì từ đầu tiên mà cậu bé Pablo nói được chính là "piz", cách nói tắt của từ "lápiz", trong tiếng Tây Ban Nha có nghĩa là bút chì. Cha của Picasso là một họa sĩ chuyên vẽ chim theo trường phái hiện thực, ông José còn là một giảng viên nghệ thuật và phụ trách bảo tàng địa phương, trường Mỹ thuật công nghệ tạo hình của Barcelona. Và Picasso đã được cha đào tạo hội họa chính thức vào năm ông 7 tuổi.
Vào Học viện mỹ thuật (Academia de San Fernando) tại Madrid được chưa đầy một năm, năm 1900 Picasso đã bỏ học để sang Paris, trung tâm nghệ thuật của Châu Âu thời kỳ đó. Tại thủ đô nước Pháp, ông sống cùng Max Jacob, một nhà báo và nhà thơ, người đã giúp Pablo học tiếng Pháp. Đây là giai đoạn khó khăn của người họa sĩ trẻ khi ông phải sống trong cảnh nghèo túng, lạnh lẽo và đôi khi tuyệt vọng, phần lớn tác phẩm của Pablo đã phải đốt để sưởi ấm cho căn phòng nhỏ của hai người. Năm 1901, cùng với người bạn Soler, Picasso đã thành lập tờ tạp chí Arte Joven ở Madrid. Số đầu tiên của tạp chí hoàn toàn do Pablo minh họa.
Trong những năm đầu của thế kỉ 20, Picasso thường xuyên qua lại giữa hai thành phố Barcelona và Paris. Tại Paris, Picasso kết bạn với rất nhiều nghệ sĩ nổi tiếng ở khu Montmartre và Montparnasse, trong đó có người sáng lập trường phái siêu thực André Breton, nhà thơ Guillaume Apollinaire và nhà văn Gertrude Stein. Năm 1911, Picasso và Apollinaire thậm chí đã từng bị bắt giữ vì bị nghi ăn trộm bức tranh Mona Lisa khỏi Bảo tàng Louvre nhưng cuối cùng hai người cũng được thả vì vô tội.

### Đời tư
Năm 1904, ông bắt đầu mối quan hệ lâu dài với Fernande Olivier, người phụ nữ xuất hiện trong rất nhiều tác phẩm Thời kỳ Hồng của họa sĩ. Thời kỳ này được gọi là Thời kỳ Hồng vì đây là thời kỳ ông toàn dùng màu hồng nhạt mềm mại để làm nền tranh cho mình, thời kỳ Hồng của ông được tồn tại trong 3 năm. Sau khi bắt đầu nổi tiếng và trở nên giàu có, Picasso đã bỏ Olivier để quan hệ với Marcelle Humbert mà ông gọi đơn giản là Eva, chủ đề của rất nhiều bức tranh theo trường phái lập thể của ông. Sau đó ông còn đi lại với nhiều người phụ nữ khác mặc dù đã có vợ và con. Picasso đã hai lần làm đám cưới và ông có bốn đứa con với ba người phụ nữ. Năm 1918, họa sĩ cưới cô Olga Khokhlova, một nữ diễn viên ba lê của đoàn ba lê Sergei Diaghilev mà Picasso đã từng nhận trang trí cho họ vở Parade ở Roma. Khokhlova đã giới thiệu Picasso với tầng lớp trên của nước Pháp trong những buổi tiệc tùng và gặp gỡ của những người giàu có ở Paris trong thập niên 1920. Hai người cũng có với nhau một đứa con, Paulo, sau này trở thành một tay đua xe phóng đãng và là tài xế cho chính họa sĩ. Cuộc hôn nhân giữa Picasso và Khokhlova nhanh chóng chấm dứt, tuy vậy trên danh nghĩa hai người chỉ ly thân cho đến tận khi Khokhlova qua đời năm 1955 vì theo luật pháp ở Pháp, Picasso sẽ phải chia đôi tài sản cho vợ nếu chính thức ly dị. Năm 1927 Picasso gặp cô gái 17 tuổi Marie-Thérèse Walter và bắt đầu đi lại bí mật với cô. Với Marie-Thérèse, Picasso cũng có một người con gái, Maia. Marie-Thérèse luôn sống với hy vọng hão huyền rằng người họa sĩ nổi tiếng sẽ lấy cô làm vợ và cô đã treo cổ tự vẫn bốn năm sau cái chết của Picasso. Nhà nhiếp ảnh và họa sĩ Dora Maar cũng là một người tình lâu năm của Picasso, hai người đặc biệt gắn bó trong giai đoạn cuối thập niên 1930 và đầu thập niên 1940.
Sau khi Paris được giải phóng năm 1944, lúc đó ở tuổi 63, Picasso bắt đầu quan hệ với một sinh viên nghệ thuật trẻ là Françoise Gilot. Françoise và Picasso có chung với nhau hai đứa con, Claude và Paloma. Khác với những người tình khác của họa sĩ, chính Françoise là người rời bỏ Pablo năm 1953. Đây là một cú sốc với Picasso, ông nghĩ rằng mình đã già và trở nên kỳ cục trong mắt phụ nữ, Một vài tác phẩm của ông thời kỳ cuối đã khai thác đề tài này khi miêu tả một người lùn già nua gớm ghiếc đối lập với một cô gái trẻ đẹp. Tuy vậy không lâu sau người họa sĩ cũng tìm được một người tình khác, đó là Jacqueline Roque. Roque làm việc tại xưởng gốm Madoura, nơi Picasso thực hiện các tác phẩm bằng gốm của ông. Hai người duy trì mối quan hệ suốt phần đời còn lại của Picasso, họ cưới nhau năm 1961. Đám cưới này cũng là một sự trả thù của họa sĩ đối với người tình cũ Gilot. Gilot khi đó đang tìm cách hợp pháp hóa quan hệ cha con của Picasso với Claude và Paloma. Được Picasso thúc đẩy, cô đã sắp đặt việc ly dị với chồng là Luc Simon để cưới Picasso, qua đó bảo vệ quyền lợi cho con chung của hai người. Tuy nhiên Picasso đã bí mật làm đám cưới với Roque ngay sau khi Gilot hoàn thành thủ tục ly hôn, họa sĩ coi đây là sự trả thù của ông với việc Gilot đã rời bỏ mình năm 1953.
Pablo Picasso từ trần ngày 8 tháng 4 năm 1973 tại Mougins, Pháp, trong khi ông cùng bà Jacqueline đang chủ trì một buổi tiệc với bạn bè. Tác phẩm ông để lại gồm có 1800 bức tranh sơn dầu, 3 vạn bản tranh, 7000 bức ký họa phác thảo và có khá nhiều tác phẩm khó hiểu. Picasso được an táng tại công viên Vauvenargues ở Vauvenargues, Bouches-du-Rhône. Jacqueline Roque đã ngăn cản hai đứa con của ông là Claude và Paloma tham gia tang lễ cha mình.

### Xu hướng chính trị
Picasso tỏ ra trung lập trong suốt Chiến tranh thế giới thứ nhất, Nội chiến Tây Ban Nha và Chiến tranh thế giới thứ hai, họa sĩ từ chối ủng hộ bất cứ bên tham chiến nào. Trong Nội chiến Tây Ban Nha, tuy thể hiện sự phẫn nộ và phản đối chế độ của tướng Francisco Franco và chủ nghĩa phát xít qua các tác phẩm của mình, Picasso không hề cầm vũ khí chống lại chế độ này.
Năm 1944, Picasso gia nhập Đảng Cộng sản Pháp và tham gia một hội nghị hòa bình quốc tế tổ chức ở Ba Lan. Năm 1950, họa sĩ được nhận Giải thưởng hòa bình Stalin của chính phủ Liên Xô. Năm 1962, ông được nhận một giải thưởng lớn khác của nhà nước Xô viết, đó là Giải thưởng hòa bình Lenin.

## Tác phẩm
Các tác phẩm của Picasso thường được phân loại theo các thời kỳ khác nhau. Tuy rằng tên gọi các thời kỳ sáng tác sau này của họa sĩ còn gây nhiều tranh cãi, người ta phần lớn đều chấp nhận cách phân chia thời kỳ đầu sáng tác của Picasso thành Thời kỳ Xanh (1901–1904), Thời kỳ Hồng (1904–1906), Thời kỳ Ảnh hưởng Châu Phi - điêu khắc (1908–1909), Thời kỳ Lập thể phân tích (1909–1912) và Thời kỳ Lập thể tổng hợp (1912–1919).
Các tác phẩm qua từng giai đoạn của Picasso đều chịu ảnh hưởng ít nhiều bởi các điều kiện môi trường xung quanh và các dạng thông tin ông đã tiếp xúc trong giai đoạn đấy. Điển hình như trong Thời kỳ Xanh (tiếng Anh là Blue Period, 1901-1904), các tác phẩm của ông bị ảnh hưởng bởi việc tự sát của một người bạn, Carlos Casagemas. Hay như trong Thời kỳ Ảnh hưởng Châu Phi (tiếng Anh là Picasso's African Period, 1906-1909), các tác phẩm của ông lấy nhiều cảm hứng từ nghệ thuật Châu Phi, như mặt nạ, điêu khắc, và các bức vẽ cổ đại . Ý tưởng của bức họa Những cô nàng ở Avignon (tiếng Pháp là Les Demoiselles d’Avignon) - bức họa tạo nền tảng và đi tiên phong trong việc khởi xướng Chủ nghĩ Lập thể (tiếng Anh là Cubism) - đến từ khoảnh khắc sáng tạo của Picasso khi đang quan sát các tác phẩm nghệ thuật Châu Phi ở bảo tàng Cung điện Trocadéro (tiếng Pháp là Palais du Trocadéro) .

### Trước 1901
Picasso bắt đầu tập vẽ dưới sự hướng dẫn của cha ông từ năm 1890. Sự tiến bộ trong kỹ thuật của họa sĩ có thể thấy trong bộ sưu tập các tác phẩm thời kì đầu ở Bảo tàng Museu Picasso tại Barcelona. Có thể thấy chủ nghĩa hiện thực hàn lâm trong các tác phẩm thời kì đầu này, tiêu biểu là bức The First Communion (1896). Cũng năm 1896, khi mới 14 tuổi, Picasso đã hoàn thành tác phẩm Portrait of Aunt Pepa (Chân dung dì Pepa), một bức chân dung gây ấn tượng sâu sắc đến mức Juan-Eduardo Cirlot đã đánh giá rằng "không nghi ngờ gì nữa, đây là một trong những tác phẩm lớn nhất trong lịch sử hội họa Tây Ban Nha".
Năm 1897, chủ nghĩa hiện thực của Picasso bắt đầu chịu ảnh hưởng của chủ nghĩa tượng trưng, thể hiện qua một loạt các bức tranh phong cảnh sử dụng tông màu xanh lá cây và tím không tự nhiên.

### Thời kỳ Xanh (1901–1904)
Trong thời kỳ này, tác phẩm của Picasso có tông màu tối hơn với màu chủ đạo là xanh thẫm, đôi khi được làm ấm hơn bởi các màu khác. Mốc bắt đầu của Thời kỳ Xanh không rõ ràng, nó có thể bắt đầu từ mùa xuân năm 1901 ở Tây Ban Nha, hoặc ở Paris nửa cuối năm đó. Có lẽ cách dùng màu của họa sĩ chịu ảnh hưởng từ chuyến đi xuyên Tây Ban Nha và sự tự sát của người bạn Carlos Casagemas.

### Thời kỳ Hồng (1904–1906)

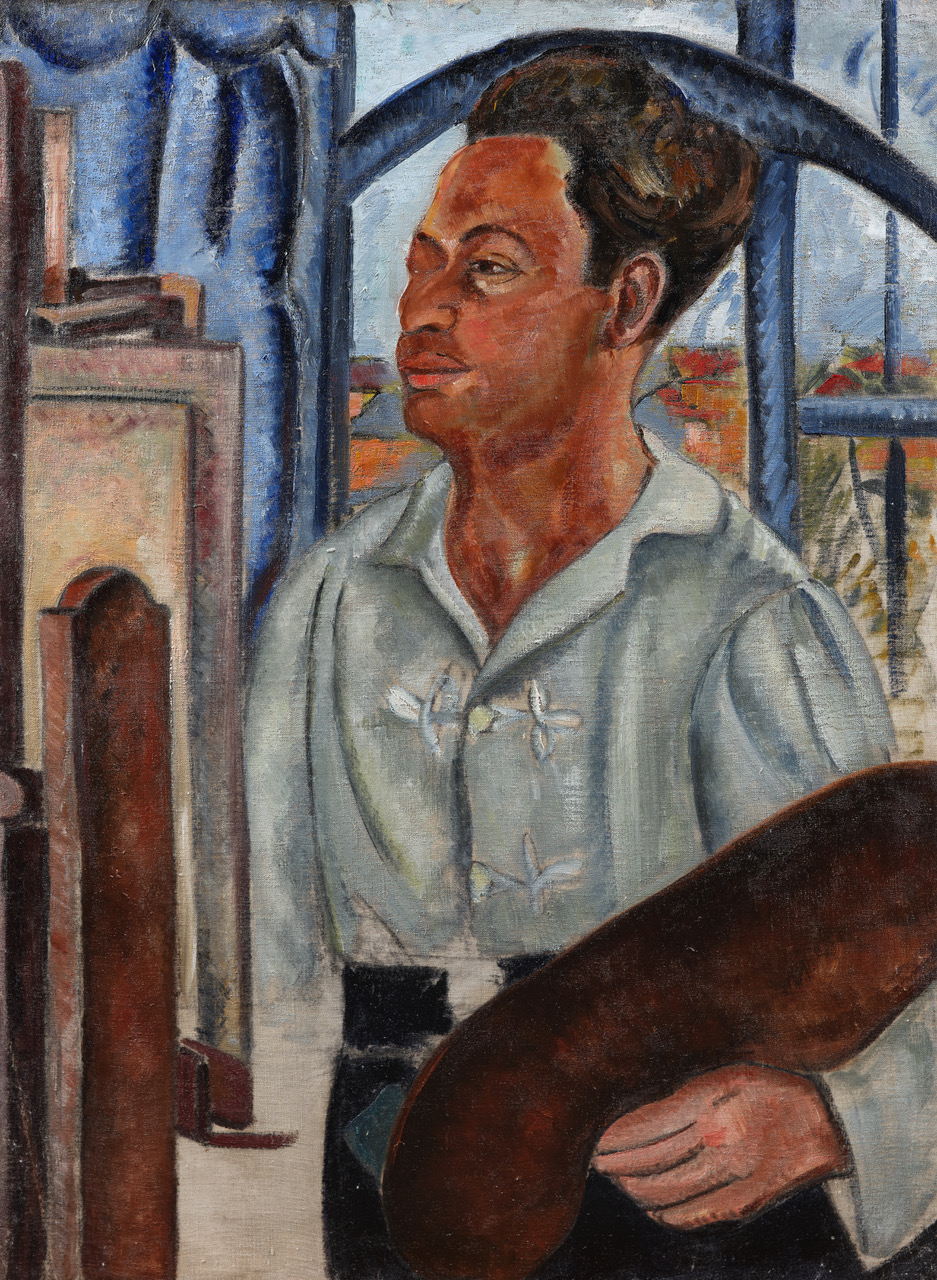
Bức tranh màu phấn Autoportrait à la palette (Bức tự họa với bảng màu), mùa thu năm 1906

Các tác phẩm của Picasso trong giai đoạn này mang vẻ tươi tắn hơn với việc sử dụng nhiều màu cam và hồng. Năm 1904 tại Paris, Picasso gặp Fernande Olivier, một người mẫu cho các họa sĩ và nhà điêu khắc, rất nhiều tác phẩm của ông trong thời kỳ này chịu ảnh hưởng bởi mối quan hệ nồng ấm giữa hai người.

### Thời kỳ Ảnh hưởng Châu Phi (1906–1909)
Thời kỳ Ảnh hưởng Châu Phi bắt đầu với tác phẩm nổi tiếng Những cô nàng ở Avignon (Les Demoiselles d'Avignon) lấy cảm hứng từ những đồ tạo tác Châu Phi. Ông cho rằng mọi loại nghệ thuật phải tự học được cái hay của nhau. Ông chọn châu Phi làm cản hứng của mình bởi tính Lập thể rõ ràng của nó.

### Thời kỳLập thể phân tích(1909–1912)
Chủ nghĩa Lập thể phân tích là phong cách vẽ mà Picasso đã phát triển cùng Georges Braque theo đó sử dụng những màu đơn sắc ngả nâu cho các tác phẩm. Các vật thể sẽ được hai họa sĩ tách thành những bộ phận riêng biệt và "phân tích" chúng theo hình dạng bộ phận này.

### Thời kỳLập thể tổng hợp(1912–1919)
Đây là sự phát triển chủ nghĩa lập thể của Picasso với việc sử dụng nghệ thuật cắt dán bằng các chất liệu vải, giấy báo, giấy dán tường để mô tả đề tài tĩnh vật và nhân vật.

### Chủ nghĩa cổ điển và siêu thực
Sau Chiến tranh thế giới thứ nhất, Picasso bắt đầu thực hiện các tác phẩm theo trường phái tân cổ điển (neoclassicism). Một trong những tác phẩm nổi tiếng nhất của Picasso, bức Guernica đã được sáng tác trong thời kì này. Bức tranh mô tả cuộc ném bom vào Guernica của phát xít Đức trong Nội chiến Tây Ban Nha.

### Giai đoạn sau

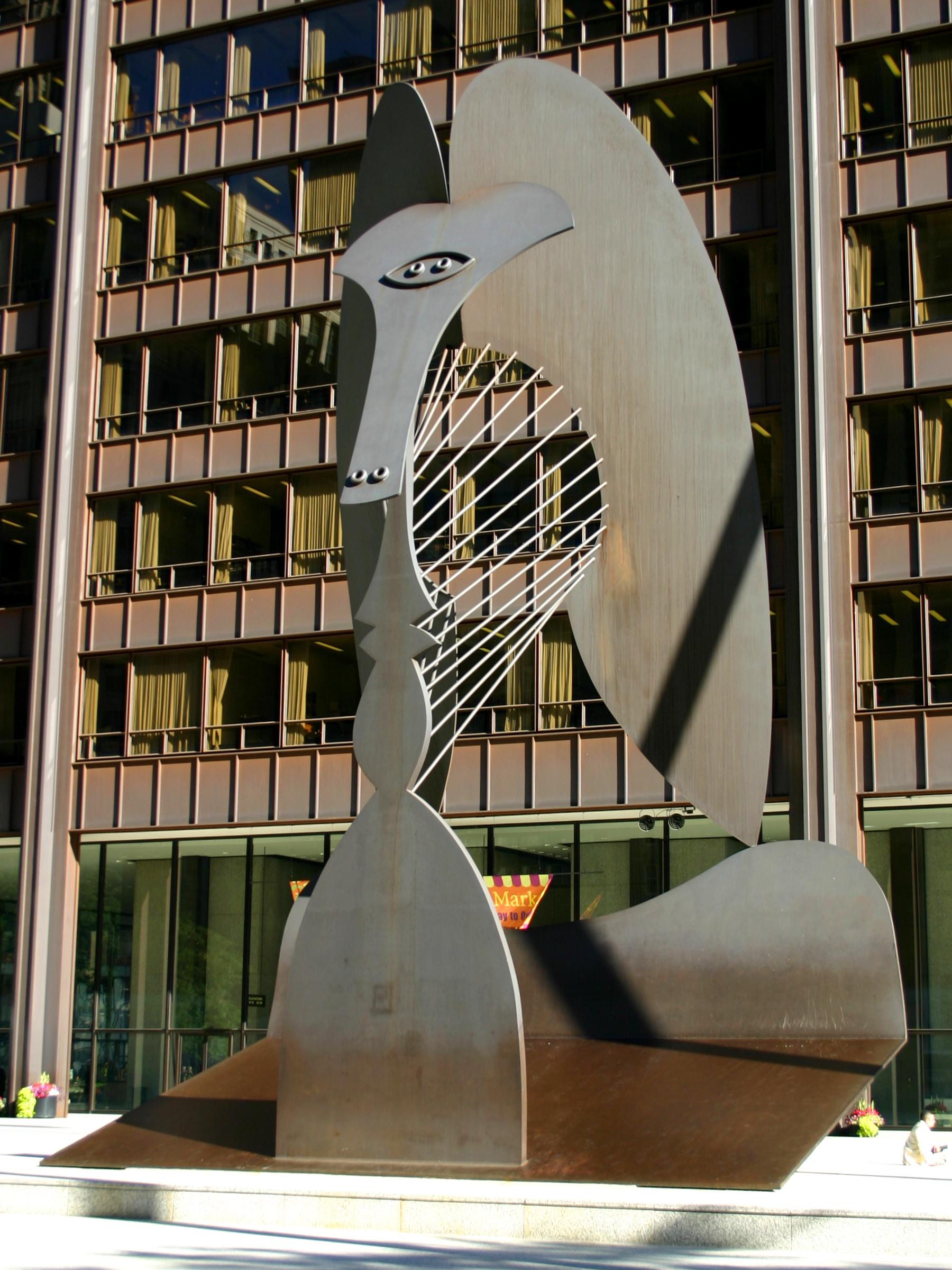
Tác phẩm điêu khắc của Picasso tại Chicago, Mỹ

Picasso là một trong 250 nhà điêu khắc tham gia Triển lãm điêu khắc quốc tế lần thứ 3 tổ chức tại Bảo tàng mỹ thuật Philadelphia vào mùa hè năm 1949.
Trong thập niên 1950, họa sĩ một lần nữa thay đổi phong cách sáng tác, ông thực hiện các bức tranh dựa trên phong cách của các bậc thầy cổ điển như Diego Velázquez, Goya, Poussin, Édouard Manet, Courbet và Delacroix.

## Di sản
Khi Picasso qua đời, rất nhiều tác phẩm do họa sĩ sáng tác vẫn thuộc quyền sở hữu của ông vì Picasso cảm thấy không cần thiết phải bán chúng. Thêm vào đó, ông còn có một bộ sưu tập rất giá trị các tác phẩm của những họa sĩ yêu thích như Henri Matisse. Vì Picasso không để lại di chúc, một phần bộ sưu tập này được dùng để trả thuế cho chính phủ Pháp và nó được trưng bày tại Bảo tàng Musée Picasso tại Paris. Năm 2003, những người thân của họa sĩ đã cho khánh thành một bảo tàng tại thành phố quê hương ông, Málaga, đó là Bảo tàng Museo Picasso Málaga.
Picasso có vài bức tranh nằm trong danh sách những tác phẩm nghệ thuật đắt giá nhất thế giới:
- Bức "Nude on a black armchair" - được bán với giá 45,1 triệu USD năm 1999.
- Bức Les Noces de Pierrette - được bán với giá hơn 51 triệu USD năm 1999.
- Bức Garçon à la pipe - được bán với giá 104 triệu USD tại nhà đấu giá Sotheby's ngày 4 tháng 5 năm 2004 đã lập kỉ lục thế giới về giá cho một tác phẩm nghệ thuật.
- Bức Dora Maar au Chat - được bán với giá 95,2 triệu USD tại nhà đấu giá Sotheby's ngày 3 tháng 5 năm 2006[16].